# Ben Swift
Ben Swift (ur. 5 listopada 1987 w Rotherham) – brytyjski kolarz torowy i szosowy, zawodnik profesjonalnej grupy Team Ineos, złoty i trzykrotnie srebrny medalista mistrzostw świata.
Na przełomie 2010 i 2011 przeprowadził się na Wyspę Man, dzięki czemu został wybrany do reprezentowania tego terytorium na Igrzyskach Wspólnoty Narodów 2022.

## Najważniejsze zwycięstwa i sukcesy

### kolarstwo torowe
2010
- 2. miejsce w mistrzostwach świata (wyścig druż. na dochodzenie)

2012
- 1. miejsce w mistrzostwach świata (scratch)
- 2. miejsce w mistrzostwach świata (wyścig punktowy)
- 2. miejsce w mistrzostwach świata (madison)

### kolarstwo szosowe
2009
- 1. miejsce na 7. etapie Tour of Britain
- 2. miejsce w Nokere Koerse
- 3. miejsce na 2. etapie Giro d'Italia

2010
- 1. miejsce w Tour de Picardie
  - 1. miejsce na 2. etapie

2011
- 3. miejsce w Tour Down Under
  - 1. miejsce na 2. i 6. etapie
- 1. miejsce na 5. etapie Vuelta a Castilla y León
- 1. miejsce na 2. etapie Tour of California
- 1. miejsce na 5. etapie Tour de Romandie

2012
- 1. miejsce na 2. i 5. etapie Tour de Pologne
  - 1. miejsce w klasyfikacji punktowej

2013
- 3. miejsce w Vuelta a Mallorca
- 3. miejsce w mistrzostwach Wielkiej Brytanii w jeździe indywidualnej na czas

2014
- 3. miejsce w Mediolan-San Remo
- 1. miejsce na 5. etapie Vuelta al País Vasco

2016
- 2. miejsce w Mediolan-San Remo

2021
- 3. miejsce w Grand Prix de Denain
- 1. miejsce w mistrzostwach Wielkiej Brytanii (start wspólny)